# 中山悌一
中山 悌一（なかやま ていいち、1920年2月6日 - 2009年9月29日）は、日本のバリトン歌手。作曲家。東京芸術大学教授、武庫川女子大学教授、洗足学園大学客員教授。

## 経歴
大分県生まれ。旧制大分中学校を経て東京音楽学校を卒業。ドイツ歌曲を研究し、日本においては木下保に師事した。ミュンヘン高等音楽学校に留学してゲルハルト・ヒュッシュに師事。1956年に帰国し、演奏活動を再開する。以降放送などで活動を重ね、出演回数は800回を超えた。
また、母校の東京芸術大学などで後進の指導にもあたり、東京芸術大学教授、武庫川女子大学教授、洗足学園大学客員教授をつとめた。弟子には大賀典雄、宮原卓也、伊藤京子等がいる。
1952年には柴田睦陸らと二期会を結成した。1952年 - 1998年には理事長を務めており、日本の音楽界に貢献した。
2009年9月29日、老衰のため死去。89歳没。

## 作品
- 大分県立大分上野丘高等学校校歌[1]

## 受賞
- 1950年および1957年：毎日音楽賞。
- 1983年：紫綬褒章。
- 1991年：勲三等瑞宝章[3]。

## 家族・親族
妻はピアニストの中山靖子（朝倉靖子）